# Улица Нестерова (Энгельс)
У́лица Не́стерова — улица в городе Энгельсе. До 1934 года — Новоузенская.

## История
В сентябре 1934 года президиум Энгельсского городского Совета народных депутатов принял решение о переименовании бывшей Новоузенской улицы в улицу имени Нестерова.
Это решение должно было увековечить память челюскинца  И. С. Нестерова, уроженца села Петропавловка Новоузенского уезда.

## Общее
На улице находятся: Энгельский промышленно-экономический техникум, управление капитального строительства, а также действующая мечеть.